# Mike Kealy
Mike Kealy (Inghilterra, 29 maggio 1945 – Brecon Beacons, 1º febbraio 1979) è stato un militare britannico, capitano e poi maggiore dello Special Air Service.

## Carriera militare
Fu riconosciuto come eroe per aver guidato, nel corso della guerra del Dhofar, la battaglia di Mirbat nel 1972 all'età di 27 anni, sconfiggendo l'avanzata dei guerriglieri comunisti. In seguito alla battaglia, Kealy venne decorato con la Distinguished Service Order.

## Morte
Kealy, promosso maggiore alcuni anni dopo, morì di ipotermia nel febbraio 1979 durante un'esercitazione sulla catena montuosa del Brecon Beacons. Il suo corpo privo di sensi fu trovato da una pattuglia di due uomini, che hanno cercato di esporlo al caldo, ma, a causa di un ritardo di 19 ore per il recupero, Kealy morì a causa delle complicazioni dovute all'ipotermia.
A causa di questo incidente, lo Special Air Service ha concesso di trasportare oggetti utili per le esercitazioni in montagna.
Nel romanzo "Feather Man", da cui poi è stato tratto il film Killer Elite, si ipotizza che il maggiore sia stato assassinato da uomini intenzionati a vendicarsi dei fatti di Mirbat. Tali tesi sono state considerate irrealistiche da molti esperti del mondo militare.